# Gare de Gambsheim
Gare de Gambsheim vasútállomás Franciaországban, Gambsheim településen.

## Vasútvonalak
Az állomást az alábbi vasútvonalak érintik:
- Strasbourg-Lauterbourg-vasútvonal

## Kapcsolódó állomások
A vasútállomáshoz az alábbi állomások vannak a legközelebb:
- Gare de Herrlisheim
- Gare de Kilstett